# 朱永嘉
朱永嘉（1931年10月29日—2023年1月5日），原復旦大學歷史系教授、明史研究專家。著有《晚年毛泽东重读古文内幕》《论曹操》等。

## 生平
1931年10月29日（农历九月十九）生于中华民国江苏省无锡縣。就读于复旦大学历史系，师从谭其骧、周予同等。后从事秦汉史、三国史、明史等方面的教学与研究。
1964年，组织复旦历史系几个青年讲师讨论历史问题，起名“罗思鼎”。1965年帮助姚文元写《评新编历史剧〈海瑞罢官〉》。
文化大革命時任上海市委常委、上海市革委会常委、市委写作组组长、上海市革命大批判寫作組總負責人。主持工作时创办了《学习与批判》《朝霞》等杂志，还有介绍外国文化的《摘译》等书刊，以及上海出版的内部书籍（俗称“灰皮书”），指导出版《青年自学丛书》。1973年為王洪文講解《後漢書·劉盆子傳》。
怀仁堂政变后，1976年10月8日，朱永嘉先后到《文汇报》《解放日报》、上海人民广播电台和新华社上海分社布置任务，提出“四个还我”、“一月革命风暴万岁”等口号。在10月8日晚的上海市委常委会上主张武装反抗，提出“再造一个巴黎公社”。在10月12日晚会议上，朱永嘉还提出要广播告全市全国人民书。10月13日，马天水、徐景贤、王秀珍回上海后，朱永嘉放弃抵抗。10月，朱永嘉去日本仙台访问，返回时被抓捕，被隔離審查于提篮桥监狱5年，1982年因“反革命罪”等被判處有期徒刑14年，1988年保外就医，提前釋放。
出狱后长期靠给台湾三民书局整理古籍维持生活，注译《唐六典》《容斋随笔》《春秋繁露》等。2009年后经魏承思推荐给上海商业精英讲历史。
朱永嘉因新冠病毒引起的呼吸綜合症，於2023年1月5日離世，因處疫情非常時期，其子女公佈訃告時宣佈不開追悼會，不進行遺體告別式；訃告未提及朱永嘉往事，稱他「青年時期相應黨的號召，順境做事，沒日沒夜工作，絲毫不考慮個人利益」。

## 著作
- 《晚年毛泽东重读古文内幕》，星克尔出版（香港）有限公司，2012-2。ISBN 9789889945671
- 《论曹操》，上海社会科学院出版社，2012-5-1
- 《刘邦与项羽》，中国长安出版社，2013-4
- 《商鞅变法与王莽改制》，中国长安出版社，2013-7-1
- 《巳申春秋——我对文革初期两段史实的回忆》，大风出版社，2014-12。ISBN 9789881619167
- 《读史求是》，中国长安出版社，2015-1-1
- 《明代政治制度的源流与得失》，中国长安出版社，2015-4-10
- 《论李贽》，中国长安出版社，2018-1-1

## 评价
- 自我评价：“回首审视这许多年自己的所作所为，我没有抛弃过自己的信仰，无论此前此后，我深信自己所做的一切，是经得起审视和检验的，没有愧对我当年参加革命的誓言，从参加革命的那一天起，我早就把个人的得失置之度外了，凭这一点，我相信自己这一辈子堂堂正正为人的品格，这也正是我唯一可以告慰自己的地方。”[3]
- 朱学勤多次向朱永嘉追问为什么在1976年主张武装起义，有一次朱永嘉回答说：“人家待我不薄啊！”朱学勤评价说：“士为知己者死，这就不是1948年入党的共产党人了，而是巴黎公社油彩下的中国古士人。”[4]
- 朱维铮：“评《海瑞罢官》如果没有朱永嘉的出力，姚（文元）再有水平，也不可能写出来。”[5]

## 家庭
- 妻子：张慧娟（1930年2月5日-2008年9月29日）：1930年2月5日出生于无锡新生路；
- 母亲：出生于1907年5月6日（农历三月十八日）；
- 育有三子一女。长子：朱立；次女：朱律韵；三子：朱健；幼子：朱刚。